# Kawasaki Heavy Industries
Kawasaki Heavy Industries, Limited - KHI (japonsko 川崎重工業株式会社 -Kawasaki Jūkōgyō Kabušiki-gaiša) je japonsko mednarodno podjetje. Poimenovano po ustanovitelju Shōzō Kawasaki-ju. KHI ima dva sedeža: enega v Chūō-ku, Kobe, drugega pa v Minatu, Tokio. 

## Produkti
- Težka industrija
- Oprema za elektrarne: plinske turbine, generatorji, kotli, oprema za jedrske reaktorje, oprema za plinsko-parne elektrarne, generatorji za vetrne elektrarne
- Ladjedelništvo: tankerji, LNG tankerji, ladje za razsuti tovor, trajekti, kontejnerske ladje, podmornice
- Letalskovesoljska industrija: transportna letala, komponente za letala proizvajalcev Boeing, Embraer, in Bombardier
- Avtomobilska in motociklistična industrija: Kawasaki motocikli, ATVji
- Železniška vozila - hitri vlaki Šinkansen
- Industrijski roboti
- Drugo: Jet Ski

- Kawasaki FS03N industrijski robot
- Kawasaki ladjedelnica v Kobe-ju
- Kawasawki dvonadstropni vlak
- Šinkansen vlaki
- Japonski modul Kibo